# Nataša Urbančič
Nataša Urbančič (ur. 25 listopada 1945 w Celje, zm. 22 czerwca 2011 tamże) – słoweńska lekkoatletka specjalizująca się w rzucie oszczepem, która reprezentowała Jugosławię.
Dwukrotna uczestniczka igrzysk olimpijskich: Meksyk 1968 oraz Monachium 1972. W roku 1974 wywalczyła brązowy medal mistrzostw Europy. W latach 1965 – 1974 sześć razy stawała na najwyższym stopniu podium mistrzostw Jugosławii. Od 1969 przez sześć kolejnych lat wybierana najlepszą sportsmenką Słowenii. Wielokrotna reprezentantka Jugosławii. Rekord życiowy: 62,12 (24 marca 1973, Celje), wynik ten do 1992 był rekordem Słowenii.

## Osiągnięcia
| Rok  | Impreza                 | Miejsce   | Lokata     | Wynik |
| ---- | ----------------------- | --------- | ---------- | ----- |
| 1968 | Igrzyska olimpijskie    | Meksyk    | 6. miejsce | 55,42 |
| 1969 | Mistrzostwa Europy      | Ateny     | 4. miejsce | 55,68 |
| 1971 | Mistrzostwa Europy      | Helsinki  | 9. miejsce | 53,66 |
| 1972 | Igrzyska olimpijskie    | Monachium | 5. miejsce | 59,06 |
| 1973 | Półfinał pucharu Europy | Sittard   | 1. miejsce | 58,96 |
| 1974 | Mistrzostwa Europy      | Rzym      | 3. miejsce | 61,66 |